# Sergi Gordo Rodríguez
Sergi Gordo Rodríguez (en español: Sergio Gordo Rodríguez) (Barcelona, 23 de marzo de 1967) es un obispo católico español. Es obispo de Tortosa desde septiembre de 2023. Desde 2017 a 2023 fue obispo auxiliar de Barcelona.

## Biografía
Sergi (Sergio) nació el 23 de marzo de 1967, en la ciudad española de Barcelona, Cataluña. Vivió en Cornellá de Llobregat, frecuentando la parroquia de Sant Miquel Arcàngel.
Ingresó al Seminario Menor de Barcelona, a los catorce años. Luego ingresó en el Seminario Mayor, donde cursó sus estudios eclesiásticos. Tras realizar estudios en la Facultad de Teología de Cataluña, obtuvo el bachillerato en Teología.
En 1991, obtuvo la licenciatura en Ciencias eclesiásticas en la Facultad de Teología de Cataluña. Estudió en la Universidad Ramon Llull, donde consiguió la licenciatura (1994) y el doctorado en Filosofía (1997).
De 2001 a 2004, amplió estudios en Lengua y Filosofía en Múnich.

### Sacerdocio
Fue ordenado diácono el 8 de junio de 1991. Su ordenación sacerdotal fue el 14 de junio de 1992; incardinándose en la archidiócesis de Barcelona.
Como sacerdote ha desempeñado los siguientes ministerios:
- Vicario parroquial de la Basílica de Santa María y de la Iglesia de la Santísima Trinidad, en Villafranca del Panadés (1992-1994).
- Profesor de Filosofía del curso propedéutico (introductorio) del Seminario Mayor (1991-2000; 2006-2017).[4]
- Formador del Seminario Menor (1992-2001).
- Tutor de estudios de los seminaristas mayores en relación con asignaturas de Filosofía (1994-1998).
- Profesor de la Facultad de Filosofía de Cataluña en las especialidades de Historia de la Filosofía antigua y también de Fenomenología de la religión (1994-2000; 2006-2017).
- Colaborador de la Delegación episcopal para la Vida consagrada, como encargado de las relaciones con los Institutos Seculares (1997-2000; 2004-2008).
- Canciller de la curia diocesana y secretario general del arzobispado de Barcelona (2004-2017).
- Secretario de la Provincia eclesiástica de Barcelona (2004-2017).
- Miembro del Consejo Episcopal, del Consejo Presbiteral y del Consejo Pastoral Diocesano (2005-2017).
- Canónigo de la Catedral de Barcelona (2009-2017).[2]
- Profesor del Instituto Superior de Ciencias Religiosas de Barcelona ISCREB (2010-2017).
- Consiliario diocesano del Movimiento de Profesionales Católicos de Barcelona (2011-2017).
- Miembro del Colegio de Consultores (2012-2017).
- Miembro del Patronato de la Fundación de la Junta Constructora de la Basílica de la Sagrada Familia (2015-2017).[4]
- Secretario General del Ateneo Universitario Sant Pacià (2015-2016).

### Episcopado
Obispo auxiliar de Barcelona
El 19 de junio de 2017, el papa Francisco lo nombró obispo auxiliar de Barcelona, junto a Antoni Vadell Ferrer. También lo nombró obispo titular de Cenae. Fue consagrado el 9 de septiembre del mismo año, en la Basílica de la Sagrada Familia, a manos del arzobispo Juan José Omella.
Se desempeñó como secretario de la Provincia eclesiástica de Barcelona hasta 2019, y como miembro del Patronato de la Fundación de la Junta Constructora de la Basílica de la Sagrada Familia, hasta su nombramiento episcopal en 2023.
Obispo de Tortosa
El 13 de julio de 2023, fue nombrado obispo de Tortosa. Tomó posesión canónica el 9 de septiembre del mismo año, durante una ceremonia en la Catedral de Tortosa.
Conferencias Episcopales
En el seno de la Conferencia Episcopal Tarraconense (CET) es el secretario general (portavoz) desde abril de 2021, siendo confirmado en el cargo en mayo de 2024 para un segundo quinquenio; de 2018 a 2021 fue presidente del Secretariado Interdiocesano de Juventud de Cataluña (SIJ); desde 2018 es presidente del Secretariado Interdiocesano de Pastoral Obrera de Cataluña (SIPOC); y desde octubre de 2021 es presidente de la Comisión Interdiocesana de Apostolado Seglar de Cataluña (CIAS).
En el seno de la Conferencia Episcopal Española (CEE) fue miembro de la Comisión Episcopal de Apostolado Seglar (2017-2020), y desde marzo de 2020 es miembro de la Comisión episcopal para los Laicos, la Familia y la Vida, dentro de la cual es responsable del Foro de Laicos. También es, desde marzo de 2024, miembro del Consejo Episcopal de Economía.